# Astragalus cancellatus
Astragalus cancellatus är en ärtväxtart som beskrevs av Aleksandr Andrejevitj Bunge. Astragalus cancellatus ingår i släktet vedlar, och familjen ärtväxter. Inga underarter finns listade i Catalogue of Life.